# Enzo Milesi
Enzo Milesi (Cluses, 8 marzo 2003) è un saltatore con gli sci francese.

## Biografia
Enzo Milesi, originario di Nancy-sur-Cluses e attivo dal marzo del 2017, ha esordito in Coppa del Mondo il 24 novembre 2024 a Lillehammer (45º) e ai Campionati mondiali a Trondheim 2025, dove si è classificato 35º nel trampolino normale, 43º nel trampolino lungo e 9º nella gara a squadre mista; non ha preso parte a rassegne olimpiche.